# Armenia na Letnich Igrzyskach Olimpijskich 1996
Armenię na Letnich Igrzyskach Olimpijskich 1996 reprezentowało 32 zawodników, w tej liczbie znalazły się tylko dwie kobiety. Chorążym podczas ceremonii otwarcia igrzysk był sztangista Aghwan Grigorian. Był to debiut tego kraju na igrzyskach olimpijskich.
Ormianie zdobyli na tych igrzyskach dwa medale, obydwa w zapasach. Pierwsze złoto dla Armenii wywalczył zapaśnik walczący w stylu klasycznym – Armen Nazarian.

## Zdobyte medale
| Medal  | Zawodnik          | Dyscyplina sportowa | Konkurencja            |
| ------ | ----------------- | ------------------- | ---------------------- |
| Złoto  | Armen Nazarian    | Zapasy              | 52 kg (styl klasyczny) |
| Srebro | Armen Mykyrtczian | Zapasy              | 48 kg (styl wolny)     |

## Wyniki

### Boks
- Nszan Munczian – waga papierowa (odpadł w 1/8 finału)
- Lernik Papian – waga musza (odpadł w 1/8 finału)
- Artur Geworgian – waga piórkowa (odpadł w 1/8 finału)
- Mechak Ghazarian – waga lekka (odpadł w 1/8 finału)

### Gimnastyka
- Norajr Sarkysjan
  - wielobój indywidualnie – 50. miejsce w kwalifikacjach
  - ćwiczenia na podłodze – 49. miejsce w kwalifikacjach
  - skok – 34. miejsce w kwalifikacjach
  - poręcz – 86. miejsce w kwalifikacjach
  - drążek – 61. miejsce w kwalifikacjach
  - kółka – 71. miejsce w kwalifikacjach
  - koń z łękami – 76. miejsce w kwalifikacjach

### Judo
- Arsen Geworgian – waga półśrednia (odpadł w fazie grupowej)

### Kolarstwo
Kolarstwo szosowe
- Arsen Ghazarian – wyścig indywidualny ze startu wspólnego (nie ukończył)

### Lekkoatletyka
- Robert Emmijan – skok w dal (28. miejsce w kwalifikacjach)
- Armen Martirosjan – trójskok (5. miejsce)

### Pływanie
Kobiety
- Anusz Manukian – 100 m stylem klasycznym (45. miejsce)

### Podnoszenie ciężarów
- Eduard Darbinian – do 64 kg (12. miejsce)
- Israel Militosjan – do 70 kg (6. miejsce)
- Hajk Jeghiazarian – do 70 kg (12. miejsce)
- Howhannes Barseghian – do 76 kg (8. miejsce)
- Chaczatur Kiapanakcjan – do 76 kg (nie zaliczył żadnej próby)
- Sergo Czachojan – do 83 kg (6. miejsce)
- Aleksan Karapetian – do 91 kg (13. miejsce)
- Aghwan Grigorian – do 99 kg (8. miejsce)
- Ara Wartanian – do 108 kg (7. miejsce)
- Aszot Danielian – + 108 kg (13. miejsce)

### Skoki do wody
Mężczyźni
- Howhannes Awtandilian – wieża, 10 m (32. miejsce)

Kobiety
- Arusjak Giulbudaghian – trampolina, 3 m (20. miejsce)

### Strzelectwo
- Hyraczia Petikian – karabin małokalibrowy, trzy pozycje, 50 m (13T. miejsce)

### Tenis
- Sarkis Sarksjan – gra pojedyncza (odpadł w 1/16 finału)

### Zapasy
Styl klasyczny
- Armen Nazarian – do 52 kg (1. miejsce)
- Aghasi Manukian – do 57 kg (13. miejsce)
- Mychitar Manukian – do 62 kg (7. miejsce)
- Samwel Manukian – do 68 kg (10. miejsce)
- Lewon Geghamian – do 82 kg (7. miejsce)
- Colak Jeghiszjan – do 90 kg (9. miejsce)

Styl wolny
- Armen Mykyrtczian – do 48 kg (2. miejsce)
- Arajik Geworkian – do 68 kg (5. miejsce)